# 庐陵会馆
庐陵会馆位于广西壮族自治区柳州市柳州日报社后门附近（原学院衙门之左首）。建于清乾隆末年，民国十七年（1928年）被焚毁，后复建平房2间，曾作为广西省保安司令部第四团团部，中华人民共和国成立后由柳州日报社使用。